# Eveli Saue
Eveli Saue, née le 13 février 1984 à Kärdla, est une biathlète estonienne active de 2002 et 2012. Elle a participé aux Jeux olympiques en 2006 et 2010.

## Biographie
Eveli Saue marque ses premiers points en Coupe du monde en 2003-2004 sur une individuel, puis est médaillée de bronze aux Championnats du monde junior 2005 en relais. En 2006, elle court ses premiers jeux olympiques à Turin, tout en étant le porte-drapeau de sa délégation, pour se classer au mieux 47e du sprint. C'est lors de la saison suivante qu'elle renoue avec les classements dans les points, réalisant même le meilleur résultat individuel de sa carrière avec une cinquième place à l'individuel d'Hochfilzen. En 2007-2008, elle signe son meilleur classement général avec le 27e rang final.
Elle est sélectionnée pour les Jeux olympiques d'hiver de 2010, malgré une fracture au péroné contractée avant le début de la saison, elle est 41e de l'individuel, 54e du sprint et 17e du relais.
Aux Championnats du monde 2011, Saue signe sa meilleure performance dans un grand championnat avec une douzième place à l'individuel. La biathlète remporte ensuite le titre national du trente kilomètres de ski de fond.
Lors de la saison 2011-2012, elle ne prend que part aux Mondiaux de Ruhpolding, où elle est 35e de l'individuel après avoir fait une pause. Elle ne prolonge pas sa carrière sportive au delà de cet événement. Elle souhaite toujours être présent dans le milieu du biathlon pour aider les jeunes.
Eveli Saue est aussi une coureuse d'orientation à ski. Elle est notamment médaillée de bronze aux Championnats du monde junior 2003 en courte distance.

## Vie privée
Avec son partenaire Priit Viks qui est aussi biathlète, ils se motivent mutuellement pour les compétitions.

## Palmarès

### Jeux olympiques d'hiver
| Épreuve / Édition | Individuel | Sprint | Poursuite | Départ en ligne | Relais |
| Turin 2006        | 73e        | 47e    | Abandon   | -               | -      |
| Vancouver 2010    | 41e        | 54e    | Abandon   | -               | 17e    |

- - : pas de participation à l'épreuve.
- : épreuve inexistante lors de cette édition.

### Championnats du monde
| Épreuve / Édition                | Individuel                       | Sprint                           | Poursuite                        | Départ en masse                  | Relais                           | Relais mixte                     |
| Mondiaux 2004 Oberhof            | -                                | 81e                              | -                                | -                                | -                                | Épreuve inexistante à cette date |
| Mondiaux 2007 Antholz-Anterselva | 28e                              | 15e                              | 23e                              | 22e                              | 13e                              | 12e                              |
| Mondiaux 2008 Östersund          | 23e                              | 26e                              | 19e                              | 29e                              | 17e                              | 11e                              |
| Mondiaux 2009 Pyeongchang        | 77e                              | 51e                              | 32e                              | -                                | 14e                              | 13e                              |
| Mondiaux 2010 Khanty-Mansiïsk    | Épreuve inexistante à cette date | Épreuve inexistante à cette date | Épreuve inexistante à cette date | Épreuve inexistante à cette date | Épreuve inexistante à cette date | 16e                              |
| Mondiaux 2011 Khanty-Mansiïsk    | 12e                              | 41e                              | LAP                              | -                                | -                                | 14e                              |
| Mondiaux 2012 Ruhpolding         | 35e                              | -                                | -                                | -                                | 14e                              | 15e                              |

### Coupe du monde
- Meilleur classement général : 27e en 2008.
- Meilleur résultat individuel : 5e.

#### Différents classements en Coupe du monde
| Année     | Classement général final | Sprint | Poursuite | Individuel | Mass start |
| 2003-2004 | 74e                      | -      | -         | 48e        | -          |
| 2006-2007 | 34e                      | 40e    | 40e       | 10e        | 36e        |
| 2007-2008 | 27e                      | 27e    | 18e       | 45e        | 31e        |
| 2008-2009 | 40e                      | 44e    | 31e       | 32e        | -          |
| 2010-2011 | 28e                      | 24e    | 31e       | 22e        | 24e        |
| 2011-2012 | 89e                      | -      | -         | 59e        | -          |

### Championnats du monde junior
Médaille de bronze en relais en 2005.